# 盔彎線䲁
盔彎線䲁（學名：Helcogramma kranos），為輻鰭魚綱䲁形目三鰭䲁科彎線䲁屬的一個種，是由Fricke於1997年所描述，分布於西太平洋印尼科莫多島、龍目島、努沙登加拉群島和帝汶島海域，為特有種，深度0至3公尺，本魚體型小呈圓柱狀，吻部短，側面鈍，眼眶上有觸鬚，上頜向後延伸至眼前緣下方，上下頜齒細而密，後頸沒有鱗片, 背鰭硬棘15-17枚、背鰭軟條9-10枚、臀鰭硬棘1枚、臀鰭軟條18枚，體長可達3.1公分，棲息在岩石海岸，雌魚產附著性卵在藻類築的巢，雄魚會守護卵，幼魚為浮游性，生活習性不明。